# Rudolf Kröning
Rudolf Kröning (* 18. Februar 1903 in Darmstadt; † 24. März 1971 in Trient) war ein deutscher Oberregierungsrat und SS-Führer im Reichssicherheitshauptamt (RSHA).

## Leben
Nach dem Schulbesuch studierte Kröning Rechtswissenschaften. Er schloss sein Studium mit der Promotion zum Dr. jur. ab.
Zum 1. April 1933 trat Kröning der NSDAP bei (Mitgliedsnummer 1.662.710), er schloss sich auch der SS an (SS-Nummer 357.092). Seit 1938 war er im SS-Hauptamt tätig. 1940 wechselte er ins Reichssicherheitshauptamt, in dem er das Referat II B 4 (Grundsatzfragen für Auslandpolizei und Grenzsicherung) in der Abteilung B in der Amtsgruppe II übernahm. In dieser Eigenschaft oblag ihm die Bearbeitung der Angelegenheiten der im Deutschen Reich wohnenden Ausländer. Damit war er auch maßgeblich befasst mit den Zivilaustauschaktionen während des Krieges, die auch so genannte „Austauschjuden“ einschlossen. Kröning, der als Beamter den Rang eines Oberregierungsrates erreichte, kooperierte dabei mit Adolf Eichmann. Am 21. Juni 1944 wurde Kröning zum SS-Sturmbannführer befördert.
Nach Ende des Zweiten Weltkrieges war Kröning später in Mainz Senatspräsident am Landessozialgericht. Ein Verfahren gegen ihn wegen Beteiligung des RSHA an der Endlösung und Einweisungen in Konzentrationslager zwecks Tötung wurde 1966 eingestellt.